# Richard Zsigmondy
Richard Adolf Zsigmondy (ur. 1 kwietnia 1865 w Wiedniu, Austria, zm. 23 września 1929 w Getyndze, Niemcy) – niemiecki profesor chemii nieorganicznej uniwersytetu w Getyndze (od roku 1908). Prowadził badania w dziedzinie chemii koloidów – skonstruował ultramikroskop (1903) umożliwiający obserwację cząsteczek koloidalnych, opracowywał dializatory, badał ruchy Browna cząsteczek koloidalnych oraz żeli i koloidów ochronnych. W roku 1925 otrzymał Nagrodę Nobla w dziedzinie chemii.
Jest autorem książek:
- Kolloid-und dem Ultramikroskop (ang. Colloids and the Ultramicroscope) (1909)
- Kolloidchemie (ang. Colloidal Chemistry) (1912)
- Die Chemie von Kolloiden (ang. The Chemistry of Colloids) (1917)
- Das Kolloide Gold (ang. About the Colloidal Gold) (1925, współautor: Peter Thiessen)